# سائول فریدلاندر
سائول فریدلاندر ((به عبری: שאול פרידלנדר)؛ زادهٔ ۱۱ اکتبر ۱۹۳۲) نویسنده، تاریخ‌نگار، و استاد دانشگاه اهل اسرائیل است. وی استاد بازنشستهٔ دانشگاه کالیفرنیا در لس آنجلس است و در زمینهٔ هولوکاست و تاریخ نازیسم پژوهش می‌کرد. او برندهٔ جوایزی همچون جایزه اسرائیل (۱۹۳۸) و جایزه صلح کتاب‌فروشان آلمان (۲۰۰۷) شده‌است.